# 趙逸
赵逸，字思群，天水郡上邽县（今甘肃省天水市）人，十六国到北魏官员，后赵黄门郎赵昌之子。
赵逸在后秦姚兴手下为官，担任中书侍郎。他曾在后秦将军齐难麾下担任军司，参与讨伐赫连勃勃。齐难战败后，赵逸被赫连勃勃俘获，成为夏国的著作郎。魏太武帝平定统万城时，看到赵逸所写的文章后打算将他流放，因司徒崔浩反对而作罢，随后赵逸被任命为中书侍郎。神䴥三年（430年）三月上巳节，太武帝在白虎殿命百官作诗，赵逸撰写了诗的序文。过了一段时间，他被任命为宁朔将军、赤城镇将，在任十几年，多次请求退休，过了很久才获批准。他年过七十仍手不释卷，著有诗、赋、铭、颂等五十多篇作品。他的儿子赵回，官至殷州刺史。